# Чемпионат Африки по международным шашкам среди женщин
Чемпионат Африки по международным шашкам среди женщин — соревнование по шашкам, которое проводится Африканской конфедерацией шашек (CAJD) с 2018 года. Победитель получает право участвовать на чемпионате мира.

## История
Континентальные чемпионаты среди женщин первыми стали проводиться в Европе с 2000 года, в Азии они проводятся с 2010 года. В 2018 году состоялись первые чемпионаты Америки и Африки.  Первый африканский чемпионат проводился в Кот-д’Ивуаре. Победитель чемпионата ивуарийка Биагнэ Эльса Негбре играла на чемпионате мира в Якутске. После длительного перерыва планировалось проведение второго чемпионата, победитель и серебряный призёр которого, получали право участия на ЧМ-2025, но он не состоялся. Участница чемпионата мира определилась на квалификационном турнире в Яунде, прошедшем 14 мая 2025 года. Пять камерунских спортсменки сыграли в двухкруговом турнире. Победила Синди Джоэль Аяна.
| Номер | Дата | Место                  | Золото              | Серебро             | Бронза                | Формат |
| 1     | 2018 | Абиджан, Кот-д’Ивуар   | Биагнэ Эльса Негбре | Дарлин Ахонджо Сочи | Мари-Паскаль Лороньон | турнир |
| 2     | 2024 | Уагадугу, Буркина-Фасо |                     |                     |                       |        |